# Wiener Gruppe
Wiener Gruppe var en liten avantgarde-formation av österrikiska poeter i Wien åren 1954-1964. Gruppen uppstod spontant ur en äldre och bredare sammanslutning av konstnärer kallad Art-Club. Som medlemmar i Wiener Gruppe räknas i den tur och ordning de träffades: H. C. Artmann (1921 - 2000), Gerhard Rühm (*1930), Konrad Bayer (1932 - 1964), Oswald Wiener (*1935) och Friedrich Achleitner (*1930).

## Historisk bakgrund
En svår ekonomisk och social situation rådde i Österrike efter andra världskriget. I konsten och litteraturen kallades den Stunde Null ("timma noll"). På alla områden rådde en sorts stagnation. Under nationalsocialismens år vid makten, då bland annat expressionistisk och dadaistisk litteratur förbjudits och Blut und Boden-litteratur odlats, hade en nollpunkt även rått inom kulturlivet. Många författare hade deporterats eller valt att leva i exil, bokbål hade flammat och Reichskulturkammer hade begränsat det kulturella utbudet. En betydande del av litteraturen fanns därför inte tillgänglig vid krigsslutet och framväxten av en österrikisk modernism var kraftigt försenad jämfört med andra länder. I Österrike rådde dessutom ett fortsatt konservativt litterärt klimat med traditionsenliga tänkesätt och värden. Bygdepoeter som Karl Heinrich Waggerl (1897-1973), med ett nazistiskt förflutet, eller en troende katolik och bondeskildrare som Peter Rosegger (1843-1918), tidigare hyllad av nazister, var ännu tongivande inom litteraturen, tillsammans med en klassisk kanon. Detta innebar begränsade möjligheter till publicering av ny litteratur och ren okunskap om nya litterära riktningar. I en sådan isolering är det kanske enbart möjligt att utveckla ett modernt och alternativt tänkande inom en sammanhållen och relativt sluten grupp.

## Formering och inriktning
I februari 1947 bildades Art-Club som först och främst var en sammanslutning av bildkonstnärer (som t. ex. Rudolf Hausner och Friedensreich Hundertwasser). Denna utgjorde en kulturell medelpunkt i Wien. I stamlokalen Strohkoffer träffades från 1952 och framåt de blivande medlemmarna av den mer litterärt inriktade Wiener Gruppe. Anknytningspunkter och förebilder fann gruppen i de avantgardistiska strömningar som hade format tyskspråkig, rysk, italiensk, flamländsk, fransk-, spansk- och engelskspråkig litteratur tiden kring första världskriget inom den ryska futurismen, den sena expressionismen, dadaismen och surrealismen.
1953 formulerade H. C. Artmann en "proklamation om den poetiska akten", där han bland annat hävdade poesins suveräna oavhängighet av publicitet och medial uppmärksamhet. Från 1954 träffades konstnärerna på Cafe Glory och gruppens fruktbara period inleddes. Under de följande åren utvecklades en radikal inställning till konst tillsammans med en tilltagande isolering. Gruppen riktade sig intensivt mot efterkrigstidens konservativa strömningar och rönte inget större erkännande. Detta vållade medlemmarna svåra problem att få sina arbeten publicerade. 
I december 1954 startade man klubben Exil i Wien, något som även musiker och målare slöt upp kring. I mitten av 1950-talet tog medlemmarna också tydligare ställning i politiska frågor samtidigt som de experimenterade intensivt med språket.
Wiener Gruppe tillhörde alltså den unga efterkrigsgeneration som fick återupptäcka modernismens litteratur, en litteratur som hade förkastats och undertryckts av den nazistiska regimen i Tredje riket. Författarna intresserade sig dock lika väl för barockens litteratur och för figurer som markis de Sade och comte de Lautréamont som för futurism, expressionism, dadaism och surrealism. Viktiga impulser kom också från Max Stirners filosofi, liksom från företrädare för språkskepsis, språkkritik och språkfilosofi, sådana som Hugo von Hofmannsthal, Fritz Mauthner och Ludwig Wittgenstein.
Språkmedvetenheten hos Wiener Gruppe visade sig också i medlemmarnas uppfattning om språket som optiskt och akustiskt material. I detta avseende knöt de an till tidiga dadaistiska experiment av till exempel Hugo Ball och Kurt Schwitters. De anknöt även till de ännu tidigare ryska futuristernas intresse för ordens fonetiska beståndsdelar. Både Artmann och Rühm översatte rentav dikter av föregångaren på området Velimir Chlebnikov. Konkret poesi, där till exempel grundvokaler minskades i texter, blev en spännande ny dimension. Uppläsningar och inspelningar blev ytterligare, viktiga delar av verksamheten. Även den egna bayerska dialektens ljudrikedom och ordskatt användes med ett nyhetens behag av flera medlemmar. Dessutom laborerade gruppen tidigt med montage av redan givna texter. 
Då H. C. Artmann bestämde sig för att gå sin egen väg runt 1958, blev Konrad Bayers självmord 1964 det definitiva slutet för Wiener Gruppe som sammanhållen grupp. Medlemmarna fortsatte dock att publicera sig var för sig, och ofta lika radikalt som tidigare och på nya områden. Rühm började undersöka gränstrakterna till musik och bildkonst. Achleitner gick vidare som arkitekturkritiker och historiker. Wiener gjorde sig känd som anarkistisk filosof och utforskare av medvetandet. 1967 utgav Gerhard Rühm antologin Wiener Gruppe, där han samlade texter, gemensamma arbeten och aktioner som medlemmarna genomförde åren 1952–1960. Han skrev även ett förord till denna volym. En utvidgad version av boken utkom 1985. År 1997 ägnades den österrikiska paviljongen vid Venedigbiennalen helt och hållet åt Wiener Gruppes verk.
Sedan 1961 har Wiener Gruppes författare medverkat med sina arbeten i Alfred Kolleritsch tidskrift manuskripte, en av de viktigaste litteraturtidskrifterna i Österrike.

## Inflytande
I nära kontakt med gruppen stod författarna Friederike Mayröcker, Ernst Jandl och Elfriede Gerstl. Den yngre, österrikiska författaren Elfriede Jelinek har senare villigt erkänt den avgörande roll som Wiener Gruppe spelade när det gällde inriktningen på hennes eget arbete. Mångfalden i gruppens arbete, dess uttalade experimentella karaktär och mest av allt smaken för social satir, gör att hon gärna ser sig som en arvtagare till denna ytterst föredömliga, litterära riktning under 1950-talet.

### Fotnoter
1. ↑  H.C. Artmanns acht-punkte-proklamation är omnämnd i denna artikel (taz.de) (tyska)
2. ↑  Christine Lecerf: Elfriede Jelinek, l'entretien (Éditions du Seuil, 2007).